# Мутинский сельский совет
Мутинский сельский совет (укр. Мутинська сільська рада) — входит в состав
Кролевецкого района
Сумской области
Украины.
Административный центр сельского совета находится в 
с. Мутин
.

## Населённые пункты совета
- с. Мутин
- с. Горохово
- с. Жабкино
- с. Кащенково
- с. Кубахово
- с. Отрохово
- с. Хоменково

## Ликвидированные населённые пункты совета
- с. Малиново